# 520 Park Avenue
520 Park Avenue, kallas även 45 East 60th Street, är en skyskrapa som ligger inom stadsdelen Billionaires' Row på Manhattan i New York, New York i USA.
Byggnaden uppfördes mellan 2015 och 2018 som en fastighet för bostäder. Den är 237,9 meter hög och har 54 våningar.